# Rząd Jerzego Hryniewskiego
Rząd Jerzego Hryniewskiego – gabinet pod kierownictwem premiera Jerzego Hryniewskiego, sformowany 18 stycznia 1954.
Skład rządu
- Jerzy Hryniewski (Liga Niepodległości Polski) - premier, minister spraw wewnętrznych i kierownik Ministerstwa Skarbu
- Kazimierz Okulicz - minister sprawiedliwości
- Zygmunt Rusinek - minister dla spraw obywateli polskich na obczyźnie
- Hugon Hanke - minister
- Stanisław Janikowski - kierownik Ministerstwa Spraw Zagranicznych
- gen. bryg. Tadeusz Malinowski - kierownik Ministerstwa Obrony Narodowej

13 maja 1954 roku Prezydent RP August Zaleski zwolnił Prezesa Rady Ministrów i członków jego gabinetu z zajmowanych urzędów oraz poruczył im pełnienie obowiązków do czasu powołania nowego rządu, co nastąpiło w dniu 8 sierpnia 1954 roku.